# Lijst van Belgische adelsverheffingen 1995
Personen die in 1995 in de Belgische adel werden opgenomen of een adellijke titel verkregen.

## Graaf
- baron Pierre Clerdent, persoonlijke titel van graaf

## Baron
- Raymond de Heusch (1916- ), erfelijke adel met de persoonlijke titel baron
- Jacques Delruelle, erfelijke adel met de persoonlijke titel baron
- Albert Frère, erfelijke adel met de persoonlijke titel baron
- Gerard Jacques (1928- ), grootmaarschalk van het hof, erfelijke adel met de persoonlijke titel baron
- Paul Noterdaeme, erfelijke adel met de persoonlijke titel baron
- Jean Peterbroeck, erfelijke adel met de persoonlijke titel baron
- Piet Sablon (1920-1997), erfelijke adel met de persoonlijke titel baron
- Raoul van Caenegem, erfelijke adel met de persoonlijke titel baron
- Piet Van Waeyenberge, erfelijke adel met de persoonlijke titel baron
- Jacques Velu, erfelijke adel met de persoonlijke titel baron
- Maurits Wollecamp, erfelijke adel met de persoonlijke titel baron

## Barones
- Janine Ghobert (1931- ), echtgenote van Jacques Delruelle, persoonlijke adel en persoonlijke titel van barones
- Monika Van Paemel, persoonlijke adel en persoonlijke titel van barones

## Ridder
- Felix De Boeck (1898-1995), kunstschilder, persoonlijke adel en titel ridder
- Jan Briers, persoonlijke adel en de titel ridder
- Michel Delefortrie (1921-1994), postume erfelijke adel en persoonlijke titel ridder
- Roger Raveel, persoonlijke adel en de titel ridder